# Mark Andre
Mark Andre (* 10. Mai 1964 in Paris; bis 2007: Marc André) ist ein deutsch-französischer Komponist und Hochschullehrer.

## Leben
Andre studierte von 1987 bis 1993 u. a. Komposition bei Claude Ballif und Gérard Grisey am Pariser Conservatoire National Supérieur de Musique. In Paris promovierte er außerdem an der École normale supérieure über die Musik der Ars subtilior (Le compossible musical de l’Ars subtilior). Im Jahre 1995 erhielt er ein Stipendium des französischen Außenministeriums, das ihm eine Fortsetzung seiner kompositorischen Studien an der Hochschule für Musik und Darstellende Kunst Stuttgart bei Helmut Lachenmann ermöglichte. Im Experimentalstudio des SWR studierte er elektronische Musik bei André Richard. 1996 konnte er seine Stuttgarter Studien durch ein Stipendium der Akademie Schloss Solitude weiterführen. Zahlreiche weitere Stipendien und Stipendienaufenthalte folgten.
Seitdem Andre bei den Donaueschinger Musiktagen 2007 für seine Komposition …auf… III, die sein groß angelegtes Orchestertriptychon …auf… abschließt, den Preis des SWR Sinfonieorchesters Baden-Baden und Freiburg zugesprochen bekam, wurde die öffentliche Aufmerksamkeit noch stärker auf sein Schaffen gelenkt. Aber auch schon vorher erhielt Andre zahlreiche wichtige Preise, so bei den Darmstädter Ferienkursen (Kranichsteiner Musikpreis 1996). 2002 wurde ihm der Förderpreis des Ernst von Siemens Musikpreises verliehen. Im Rahmen des Projekts „into…“, einer Kooperation des Ensemble Modern und des Siemens Arts Programm in Zusammenarbeit mit dem Goethe-Institut, wurde Andres Stück üg, das gemeinsam mit dem Musikinformatiker und Toningenieur Joachim Haas des Experimentalstudios des SWR u. a. in Istanbul entwickelt wurde, im Oktober 2008 in der Alten Oper Frankfurt vom Ensemble Modern uraufgeführt.
Im Jahr 2009 wurde er Mitglied der Akademie der Künste Berlin, seit 2010 ist er Mitglied der Sächsischen Akademie der Künste und seit 2012 Mitglied der Bayerischen Akademie der Schönen Künste. Im akademischen Jahr 2012/13 war er Fellow im Wissenschaftskolleg zu Berlin. Im Jahr 2017 wurde Andre mit dem Kunst- und Kulturpreis der deutschen Katholiken ausgezeichnet. Nach Lehrtätigkeiten an der Hochschule für Musik und Darstellende Kunst Frankfurt am Main und am Conservatoire de Strasbourg wurde er 2009 zum Professor für Komposition an der Hochschule für Musik Dresden berufen. Mark Andre lebt in Berlin.

## Musik
Andres Musik ist technisch und kompositionsgeschichtlich der Tradition der Darmstädter Schule zuzuordnen. Von einem der wichtigsten „Darmstädter Vertreter“, Helmut Lachenmann, der als Komponist die Darmstädter Ferienkurse wesentlich mitprägte, erhielt Andre so auch starke Impulse für sein eigenes Schaffen. Andererseits finden sich in Andres Kompositionen immer wieder live-elektronische Klangmittel, wie er sie am Pariser IRCAM und im Experimentalstudio des SWR in Freiburg/Br. kennenlernte. Inhaltlich sprechen seine Werke oft existenzielle oder metaphysische Themen an, so beispielsweise die Idee der Auferstehung Christi in dem dreiteiligen Zyklus …auf…. Fragmentarische Titel wie …22,13…, …zu… und …als… beziehen sich auf die Offenbarung des Johannes.

## Werke (Auswahl)
- Ein Abgrund für Bassbariton, Viola und Violoncello nach Georg Büchners Woyzeck (1992)
- Un-Fini III (1993–1995) für Klavier
- Le loin et le profond für Ensemble (1994–1996)
- Fatal für Ensemble (1995)
- AB II für Kontrabassklarinette, Violoncello, Cymbalon, Schlagzeug, Klavier und Live-Elektronik (1996/1997)
- Contrapunctus für Klavier (1998/1999)
- Modell für vier Orchestergruppen (1999/2000)
- …22,13… Musiktheater-Passion in drei Teilen (1999–2004)
- …als… I für Bassklarinette, Violoncello und Klavier (2001)
- …als… II für Kontrabassklarinette, Violoncello, Klavier und Live-Elektronik (2001)
- …IN… für verstärkte Bassklarinette (2001)
- …zu… für Streichtrio (2003/2004)
- asche für Ensemble (2005)
- durch für Ensemble (2005/2006)
- …hoc… (2006)
- …auf… III (2007) für Orchester
- iv2 für Violoncello solo (2007)
- iv3 für Klarinette solo (2007)
- …es… für Kammerensemble (2008)
- üg für Orchester und Live-Elektronik (2008)
- hij für Orchester (2009)
- hij2 für Chor und Live-Elektronik (2012)
- Choreographische Konzert: Gefaltet, Regie: Sasha Waltz, UA: Mozartwoche Salzburg, 2012, (2012)
- E für Violoncello
- E2 für Cello und Kontrabass
- AZ für Ensemble
- Wunderzaichen (Musiktheater), UA: Oper Stuttgart, 2. März 2014. Regie von Jossi Wieler und Sergio Morabito
- über für Klarinette, Orchester und Live-Elektronik, UA: Donaueschinger Musiktage 2015
- woher … wohin für Orchester (2015–2017), UA: München, Sinfonieorchester des Bayerischen Rundfunks
- iv15 Himmelfahrt für Orgel solo (2018)
- Im Entschwinden für Orchester (2022, UA: Wien, 12. März 2023[2])

## Schriften
- Computer-assisted Musical Composition and Creation of a Compositional Model. In: Claus-Steffen Mahnkopf (Hrsg.): The Foundations of Contemporary Composing. (= New Music and Aesthetics in the 21st Century, 3.) Hofheim 2004, S. 159–164.
- Concerning the Morphology of the Constituent Materials of „…IN…“, for Amplified Bass Clarinett. In: Claus-Steffen Mahnkopf, Frank Cox, Wolfram Schurig (Hrsg.): Musical Morphology. (= New Music and Aesthetics in the 21st Century, 2.) Hofheim 2004, S. 22–33.
- …von Osten und von Westen, von Norden und von Süden… (für Helmut zum 70. Geburtstag). In: Hans-Peter Jahn (Hrsg.): auf (-) und zuhören. 14 essayistische Reflexionen über die Musik und die Person Helmut Lachenmanns. Hofheim 2005, S. 196–209.

## Schriften über Mark Andre
- Luca Conti: (De)konstruktion und (De)fragmentation in AB II von Mark André. In: Musik & Ästhetik 4 (2000), H. 13, S. 67–79. ISBN 3-608-98587-5.
- Jörn Peter Hiekel: Andre, Mark. In: Ludwig Finscher (Hrsg.): Die Musik in Geschichte und Gegenwart. Zweite Ausgabe, Supplement für beide Teile. Bärenreiter/Metzler, Kassel u. a. 2008, ISBN 978-3-7618-1139-9, Sp. 14–16 (Online-Ausgabe, für Vollzugriff Abonnement erforderlich)
- Ralph Paland: Mark Andre (Biogramm, Werktext und Essay / Notenbeispiele und Werkverzeichnis / Auswahldiskographie und -bibliographie). In: Komponisten der Gegenwart (KDG), 43. Nachlieferung (11/2010), München 2010, 14+5+5 Seiten. ISBN 978-3-86916-010-8.
- Ulrich Tadday (Hg.): Musik-Konzepte 167. Mark Andre, edition text + kritik, München 2014, ISBN 978-3-86916-393-2.